# Jan Kubice
Jan Kubice (* 3. října 1953) je český politik a bývalý ředitel policejního Útvaru pro odhalování organizovaného zločinu (ÚOOZ). Od dubna 2011 do července 2013 byl ministrem vnitra ve vládě Petra Nečase.

## Kariéra

### Před Sametovou revolucí
Před Sametovou revolucí se pohyboval spíše v evangelických kruzích a měl styky s disidenty. Velmi dobře se znal s bývalým poslancem Unie svobody Svatoplukem Karáskem. Děd a otec Jana Kubiceho před rokem 1948 sloužili u policie. Nepatřil sice k disentu, ale účastnil se protirežimních demonstrací.
Před rokem 1989 působil jako mistr a poté jako vedoucí zásobování v podniku Vodní stavby. V minulosti údajně pracoval i v taxislužbě, což mu jízlivě připomínal například David Rath.

### Policie ČR

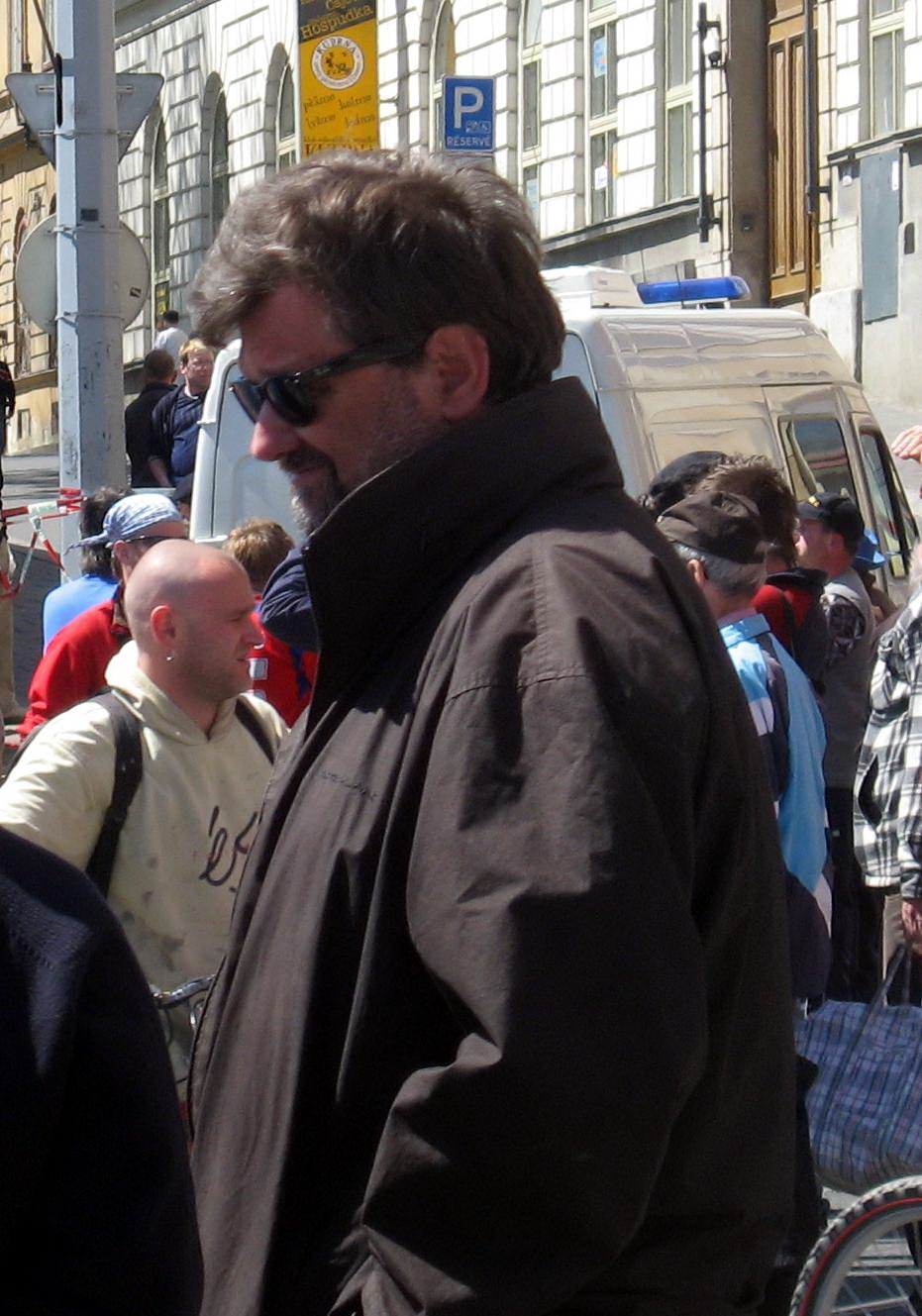
Jan Kubice přihlíží policejním aktivitám při demonstraci Národního odporu na 1. máje 2007 v Brně.

U policie pracoval od roku 1989 do roku 2008. Nastoupil tedy bezprostředně po sametové revoluci. V letech 1990–1992 působil ve Službě na ochranu objektů zvláštního významu FPS, v níž po půl roce postoupil do funkce zástupce ředitele a v roce 1991 do funkce ředitele. Od roku 1993 do ledna 1994 řídil Ochrannou službu Policie České republiky, která zabezpečuje ochranu vysokých ústavních činitelů, od roku 1994 do konce roku 1994 (či do roku 1995) byl ředitelem Útvaru operativní dokumentace kriminální policie.
V roce 1995 byl jmenován ředitelem nově vzniklého Útvaru pro odhalování organizovaného zločinu. Od policie odešel počátkem roku 2008 poté, co Ivan Langer dosadil na post šéfa kriminálky Jiřího Houbu, což komentoval: „To pro mě bylo nepřekousnutelné. Opravdu nemám zapotřebí, abych po dvaceti letech od revoluce sloužil pod estébákem. To prostě ne.“

### Kubiceho zpráva
Dne 29. května 2006, několik dní před volbami do Poslanecké sněmovny, se Kubice jako ředitel ÚOOZ obrátil na poslance sněmovního branného výboru se zprávou, ve které se uvádí, že organizovaný zločin pronikl do státní správy. Tato zpráva byla později v médiích označována jako Kubiceho zpráva. Policejní prezidium, ministerstvo vnitra a předseda vlády prý omezovali činnost Útvaru pro odhalování organizovaného zločinu (ÚOOZ). Údajně se tak dělo především v souvislosti s vyšetřováním tří závažných případů – vyšetřování vraždy podnikatele Františka Mrázka a jeho vztahů s vysoce postavenými úředníky a politiky, vyšetřování podvodů při obchodech s ropnými produkty a vyšetřování objasňování vražd v takzvané Solncevské mafii a o korupci ve státní správě v souvislosti s biopalivy (kauza biolíh). Kubice z ovlivňování vyšetřování obvinil především bývalého šéfa úřadu vlády Pavla Přibyla. Ten měl intenzivní kontakty hlavně s bývalým předsedou vlády a ČSSD Stanislavem Grossem. Vyšetřování nepotvrdilo Kubiceho obvinění.
Novinářům se podařilo získat kopii od poslance za KDU-ČSL Pavla Severy, který později za svůj přestupek zaplatil pokutu 25 tisíc korun. Podle zprávy dokumenty nalezené při domovní prohlídce u Tomáše Pitra nasvědčují tomu, že za vraždou podnikatele Mrázka může stát „osoba jménem Kočka“. Novináři ji ztotožnili s Václavem Kočkou starším, dlouholetým organizátorem Matějské pouti v Praze a významným členem ČSSD, který se zná s Jiřím Paroubkem, v době medializace předsedou ČSSD a premiérem, případně s jeho synem Václavem Kočkou, který v minulosti podnikal s osobou podezřelou z působení v ruské mafii.
Premiér a předseda ČSSD Jiří Paroubek na mimořádné tiskové konferenci popřel, že by do vyšetřování případu on nebo ministr vnitra František Bublan zasahovali. Paroubek tvrdil, že se jednalo o „dlouho připravované spiknutí“ a že za aférou stojí politici ODS, kteří se snažili tímto způsobem ovlivnit a také ovlivnili výsledek voleb. Kubiceho označil za lháře a manipulátora a po skončení voleb v emotivním projevu zpochybnil jejich výsledek s odvoláním na tuto kauzu. Předseda ODS Mirek Topolánek jakoukoliv spojitost se zprávou Jana Kubiceho popřel. Novinář Štěpán Kotrba v článku v Britských listech naznačil, že mezi Markem Dalíkem, lobbistou spjatým s ODS, a Janem Kubicem existoval jistý kontakt, který by mohl Paroubkovu hypotézu o načasování aféry podpořit.
Žalobu, jíž Jiří Paroubek žádal omluvu a odškodnění za zásah do svého práva na ochranu soukromého života a dobrého jména Kubiceho zprávou a překročením pravomocí a porušením předpisů ze strany Kubiceho, soudy zamítly, a toto rozhodnutí nezvrátilo ani odvolání a dovolání. Soudy uznaly Kubiceho obhajobu, že zprávu předal sněmovnímu branně-bezpečnostnímu výboru v režimu důvěrné.

### Bezpečnostní a zpravodajská agentura
Od 20. února 2008 byl spoluvlastníkem bezpečnostní a zpravodajské agentury SUB S.A., s.r.o., zabývající se mimo jiné bezpečnostním poradenstvím. Dle ARES nabízí ostrahu majetku a osob, služby soukromých detektivů a služby informačních a zpravodajských kanceláří. Společníkem a jednatelem společnosti přestal být na přelomu dubna a května 2011 - krátce po jmenování do ministerského úřadu.

### Ministr vnitra
Dne 19. dubna 2011 koaliční strany Nečasovy vlády oznámily, že převezme po Radku Johnovi křeslo ministra vnitra. Ministrem vnitra byl jmenován 21. dubna 2011, úřadu se ujal den poté.
Velký odpor vyvolalo Kubiceho jmenování zejména u sociální demokracie. Jiří Paroubek označil Kubiceho za naprosto nedůvěryhodného člověka. David Rath vyjádřil přesvědčení, že po jeho lidech Kubice půjde, protože má dobré zkušenosti s používáním estébáckých metod a má k dispozici celý aparát, ač jeho kvalifikací je řízení taxíku. František Bublan Kubiceho nepovažoval za nebezpečného a domníval se, že Kubice se znemožní sám, protože je nevzdělaný a neschopný. Jeroným Tejc považoval jak kauzu tzv. Kubiceho zprávy, tak vůbec jeho způsob vedení ÚOOZ za doklad jeho naprosté neprofesionality. Stanislav Gross však k působení Kubiceho v ÚOOZ neměl žádné výhrady a absenci vysokoškolského vzdělání u Kubiceho omlouvá jeho konflikty s komunistickým režimem.
V listopadu 2012 obhajoval Kubice postup svého podřízeného, ředitele odboru všeobecné správy MV Václava Henycha, který si v rámci kontroly podpisů pod peticemi na podporu kandidátů v prezidentských volbách slova zákona „chybovost v obou kontrolních vzorcích“ vyložil jako součet chybovostí a formulaci v důvodové zprávě „bude-li chybovost v obou kontrolních vzorcích takto zjištěná celkem 10 %, odečítá se 10 % občanů podepsaných na petici“ s poukazem na slovo „celkem“ vykládal tak, že je v důvodové zprávě „natvrdo napsáno, že je to součet“. Kubice také odmítl správní úkony založené na této matematické operaci napravit, pokud o tom nerozhodne příslušný soud.

## Rodina
Má syna, který si vzal za manželku Petru Kuchárovou, dceru Petera Kuchára, dřívějšího ředitele firmy Subterra, dnes generálního ředitele stavební firmy Prominecon Group (dříve Navatyp).